# Coppa di Bosnia ed Erzegovina (pallavolo maschile)
La Coppa di Bosnia ed Erzegovina è una competizione pallavolistica per squadre di club bosniache maschili, organizzata con cadenza annuale dalla OSBIH.

## Storia
La Coppa di Bosnia ed Erzegovina è stata istituita nel 1994. Fino alla stagione 2004-05 ha visto la partecipazione delle sole squadre della Federazione di Bosnia ed Erzegovina. Dal 2005 è stata estesa alle squadre della Repubblica Serba di Bosnia ed Erzegovina.

## Albo d'oro
| Edizione         | Edizione                                              | Podio                                                 | Podio                                                 | Podio                                                 |
| Anno             | Sede della finale                                     | Campione                                              | Risultato                                             | Finalista                                             |
| ---------------- | ----------------------------------------------------- | ----------------------------------------------------- | ----------------------------------------------------- | ----------------------------------------------------- |
| 1994 Dettagli    | -                                                     | Kakanj                                                | -                                                     | -                                                     |
| 1994-95 Dettagli | -                                                     | Kakanj                                                | -                                                     | -                                                     |
| 1995-96 Dettagli | -                                                     | Kakanj                                                | -                                                     | -                                                     |
| 1996-97 Dettagli | -                                                     | Kakanj                                                | -                                                     | -                                                     |
| 1997-98 Dettagli | -                                                     | Sinpos                                                | -                                                     | -                                                     |
| 1998-99 Dettagli | -                                                     | Sinpos                                                | -                                                     | -                                                     |
| 1999-00 Dettagli | -                                                     | Jedinstvo Brčko                                       | -                                                     | -                                                     |
| 2000-01 Dettagli | -                                                     | Kakanj                                                | -                                                     | -                                                     |
| 2001-02 Dettagli | -                                                     | Kakanj                                                | -                                                     | -                                                     |
| 2002-03 Dettagli | -                                                     | Kakanj                                                | -                                                     | -                                                     |
| 2003-04 Dettagli | Sarajevo                                              | Kakanj                                                | -                                                     | -                                                     |
| 2004-05 Dettagli | Brčko                                                 | Bosna Sarajevo                                        | 3 - 0                                                 | Kakanj                                                |
| 2005-06 Dettagli | Modriča                                               | Kakanj                                                | 3 - 1                                                 | Modriča                                               |
| 2006-07 Dettagli | -                                                     | Modriča                                               | 3 - 1                                                 | Napredak Odžak                                        |
| 2007-08 Dettagli | Odžak                                                 | Kakanj                                                | 3 - 1                                                 | Napredak Odžak                                        |
| 2008-09 Dettagli | Kakanj                                                | Kakanj                                                | 3 - 1                                                 | Napredak Odžak                                        |
| 2009-10 Dettagli | Odžak                                                 | Kakanj                                                | 3 - 0                                                 | Jedinstvo Brčko                                       |
| 2010-11 Dettagli | Kakanj                                                | Kakanj                                                | 3 - 0                                                 | Mladost Brčko                                         |
| 2011-12 Dettagli | Kakanj                                                | Kakanj                                                | 3 - 0                                                 | Modriča                                               |
| 2012-13 Dettagli | Brčko                                                 | Jedinstvo Brčko                                       | 3 - 0                                                 | Bosna Kalesija                                        |
| 2013-14 Dettagli | Brčko                                                 | Mladost Brčko                                         | 3 - 2                                                 | Jedinstvo Brčko                                       |
| 2014-15 Dettagli | Brčko                                                 | Mladost Brčko                                         | 3 - 0                                                 | Radnik Bijeljina                                      |
| 2015-16 Dettagli | Brčko                                                 | Mladost Brčko                                         | 3 - 0                                                 | Kakanj                                                |
| 2016-17 Dettagli | Brčko                                                 | Mladost Brčko                                         | 3 - 1                                                 | Domaljevac                                            |
| 2017-18 Dettagli | Kakanj                                                | Mladost Brčko                                         | 3 - 0                                                 | Borac                                                 |
| 2018-19 Dettagli | Brčko                                                 | Mladost Brčko                                         | 3 - 0                                                 | Kakanj                                                |
| 2019-20 Dettagli | Edizione annullata a causa della Pandemia di COVID-19 | Edizione annullata a causa della Pandemia di COVID-19 | Edizione annullata a causa della Pandemia di COVID-19 | Edizione annullata a causa della Pandemia di COVID-19 |
| 2020-21 Dettagli | Brčko                                                 | Mladost Brčko                                         | 3 - 0                                                 | Domaljevac                                            |
| 2021-22 Dettagli | Orašje                                                | Mladost Brčko                                         | 3 - 1                                                 | Domaljevac                                            |
| 2022-23 Dettagli | Bijeljina                                             | Radnik Bijeljina                                      | 3 - 0                                                 | Domaljevac                                            |
| 2023-24 Dettagli | Orašje                                                | Radnik Bijeljina                                      | 3 - 1                                                 | Domaljevac                                            |

## Palmarès
| Squadra          | Titolo | Edizione |
| ---------------- | ------ | --- |
| Kakanj           | 14     | 1994, 1994-95, 1995-96, 1996-97, 2000-01, 2001-02, 2002-03, 2003-04, 2005-06, 2007-08, 2008-09, 2009-10, 2010-11, 2011-12 |
| Mladost Brčko    | 8      | 2013-14, 2014-15, 2015-16, 2016-17, 2017-18, 2018-19, 2020-21, 2021-22                                                    |
| Sinpos           | 2      | 1997-98, 1998-99 |
| Jedinstvo Brčko  | 2      | 1999-00, 2012-13 |
| Radnik Bijeljina | 2      | 2022-23, 2023-24 |
| Bosna Sarajevo   | 1      | 2004-05 |
| Modriča          | 1      | 2006-07 |